# Юозас Купчинскас
Юозас Купчинскас (лит. Juozas Kupčinskas; 25 березня 1906, Параушяй, Вілкавішкіський повіт — 26 січня 1971, Каунас) — литовський лікар, терапевт, педагог, громадський діяч.

## Біографія
Народився у селянській сім'ї. Навчався у Паежеряйській та Параушяйській початкових школах. У 1924 році закінчив Маріямпольську реальну гімназію та вступив на відділення біології факультету природничих наук та математики Литовського університету. В 1928 переведений на третій курс лікувального факультету, в 1932 закінчив Університет Вітовта Великого.
З 1932 р. — викладач Університету Вітовта Великого, з 1933 р. — асистент кафедри внутрішніх хвороб, у 1934 році прийнятий до Каунаського медичного товариства.
У 1934—1935 роках навчався в Парижі, в 1937 році за дисертацію «Про етіологію та патогенез гострого ревматизму» присвоєно вчений ступінь доктора медицини. З 1938 року — старший асистент.
З 1940 року — доцент, професор кафедри внутрішніх хвороб лікувального факультету Вільнюського медичного університету.
Вигнаний із університету під час німецької окупації, працював директором Вільнюського туберкульозного санаторію.
У 1944—1950 роках — завідувач кафедри внутрішніх хвороб Каунаського державного університету, в 1944—1946 роках за сумісництвом проректор університету, у 1947—1950 роках — ректор.
1948 року з його ініціативи відновлено наукове товариство терапевтів міста Каунаса.
У 1951—1971 pоках — викладач Каунаського медичного інституту, в 1951—1953 роках — перший директор інституту, завідувач кафедри внутрішніх хвороб, в 1954—1971 роках — завідувач кафедри факультетської терапії.
Похований на Петрашунському цвинтарі.

## Наукова діяльність
Розробляв методи лікування ревматизму, діагностики туберкульозу, вивчав та класифікував явища аутоалергії та лікарської алергії. Створив школу ревматологів.